# Église Notre-Dame de Laurie
Pour les articles homonymes, voir église Notre-Dame.
L'église Notre-Dame est une église située en France sur la commune de Laurie (Cantal), en région Auvergne-Rhône-Alpes.

## Historique
L'église date du XIIe et XIIIe siècles.

### Protection
L'église est inscrite au titre des monuments historiques par arrêté du 1er juin 1927.

## Description
Deux objets sont répertoriés à l’inventaire de la base Palissy : le retable du maître-autel et un confessionnal.